# Escape from Alcatraz
Escape from Alcatraz (bra: Alcatraz: Fuga Impossível / Fuga de Alcatraz; prt: Os Fugitivos de Alcatraz) é um filme americano de 1979, do gênero suspense dramático, dirigido por Don Siegel. É uma adaptação do livro homônimo escrito por J. Campbell Bruce, que por sua vez conta a história real da fuga do prisioneiro Frank Morris, da prisão da ilha de Alcatraz, na baía de São Francisco.
O filme é estrelado por Clint Eastwood no papel de Morris, contando também com Jack Thibeau e Fred Ward nos papéis dos prisioneiros Clarence Anglin e John Anglin. Larry Hankin interpretou o detento Allen West, mas no filme o nome do personagem foi alterado para Charley Butts. Patrick McGoohan interpreta o desconfiado e vingativo diretor do presídio, enquanto Danny Glover realizou sua estreia cinematográfica. Escape from Alcatraz marca a quinta e última colaboração de Eastwood e Siegel após Coogan's Bluff (1968), Os Abutres Têm Fome (1970), The Beguiled e Dirty Harry (1971).

## Elenco
- Clint Eastwood como Frank Morris
- Patrick McGoohan como o diretor da prisão de Alcatraz
- Jack Thibeau como Clarence Anglin
- Fred Ward como John Anglin
- Larry Hankin como Charley Butts
- Paul Benjamin como English
- Madison Arnold como Zimmerman
- Frank Ronzio como Litmus
- Roberts Blossom como Chester "Doc" Dalton
- Bruce M. Fischer como Wolf
- Danny Glover como um dos presos
- Don Michaelian como Beck

## Produção

### Roteiro e filmagens
A Penitenciária Federal de Alcatraz foi fechada pouco tempo após os fatos verídicos que deram origem ao livro e ao filme. O roteirista Richard Tuggle passou seis meses estudando e pesquisando o roteiro baseado no romance de não-ficção de J. Campbell Bruce. Tuggle recebeu uma lista de agentes literários que aceitariam manuscritos não-solicitados e enviou uma cópia para cada um deles. Todos rejeitaram, dizendo que haviam diálogos pobres e personagens fracos, além de faltar um interesse romântico na história e que o público não estaria interessado em histórias de prisioneiros. Tuggle decidiu, então, suplantar os produtores e executivos e negociar diretamente com cineastas. O produtor entrou em contato com o agente de Don Siegel e mentiu, dizendo que ambos haviam se conhecido em uma festa e que o próprio Siegel estaria interessado em dirigir o filme. O agente passou o roteiro para Siegel, que aprovou e passou para Clint Eastwood.
Eastwood se interessou de primeira pelo papel do ladrão de bancos Frank Morris e concordou em estrelar o filme, sendo mais de uma de suas produções pela Malpaso Productions. No entanto, Siegel insistiu em produzir o filme sozinho e comprou os direitos de Eastwood por 100 mil dólares. Isto criou uma pequena divisão entre os dois amigos. Apesar de Siegel eventualmente concordar em produzir sob a marca Malpaso-Siegel, o diretor transferiu-se para a Paramount Pictures e nunca voltou a colaborar com Eastwood.
Como o gerador de energia de Alcatraz já não funcionava há anos, a produção precisou implantar 15 milhas de cabos elétricos até San Francisco. Como Siegel e Tuggle trabalharam no roteiro, os produtores pagaram 500 mil dólares para restaurar partes do presídio e recriar a atmosfera gélida do local; alguns interiores foram criados em estúdio. Muitas das melhorias foram mantidas intactas após a conclusão das filmagens.

### Exatidão histórica
Apesar do fim do filme mostrar Morris e os irmãos Anglin escapando com segurança da prisão e entrando na água da baía com seu bote improvisado, Escape from Alcatraz não deixa claro se a fuga foi bem-sucedida ou não. Na realidade, até os dias atuais não se sabe se os três fugitivos sobreviveram, mesmo com a existência de certas evidências de seu paradeiro após a fuga.
O personagem Charley Butts é fictício. Um quarto prisioneiro, Allen West, participou da fuga real, mas foi deixado para trás por não conseguir remover a grade de ventilação de sua cela na noite planejada. Posteriormente, West serviu como principal testemunha do plano de fuga.
O diretor da prisão é um personagem obscuro e sem nome. O filme se passa entre a chegada de Morris à Alcatraz, em janeiro de 1960, e sua fuga em junho de 1962. Pouco após sua chegada, Morris reúne-se com o diretor, que permanece em seu escritório por todo o restante do filme. Na realidade, o diretor Paul J. Madigan foi substituído por Olin G. Blackwell em 1961. No filme, o personagem cita Johnston e Blackwell como seus antecessores.

## Recepção
Escape from Alcatraz foi bem recebido pela crítica especializada e é considerado um dos melhores filmes do ano de 1979. Frank Rich, da revista Time, descreveu o filme como "legal e uma graça cinematográfica", enquanto Stanley Kauffman do jornal The New Republic chamou-o de "cinema cristalino". Roger Ebert deu ao filme 3,5 estrelas de 4, escrevendo: "Para quase todo o seu comprimento, Escape from Alcatraz é um retrato de vida tenso e duramente feito em uma prisão. É também uma peça magistral de contar histórias em que os personagens dizem pouco e a câmera explica mais as ações." O site Rotten Tomatoes coletou análises de 22 críticos e deu ao filme uma taxa de aprovação de 95%, com nota de 6.9/10.
O filme arrecadou 5 306 354 milhões de dólares nos Estados Unidos durante sua semana de estreia, em 24 de junho de 1979. No total, o filme rendeu 43 milhões de dólares em bilheterias, tornando-se a 15ª maior bilheteria do país em 1979.